# バッツカッチ
バッツカッチ（Batsquatch）は、アメリカ合衆国に出現したとされる未確認動物のひとつ。

## 名称
コウモリの特徴とサスカッチ（ビッグフット）を組み合わせ、CRロバーツによって命名された。

## 目撃と報告
バッツカッチは1980年のセント・ヘレンズ山噴火直後から目撃されるようになった。この初期の報告では、灰の雲が空を覆う中、噴火現場周囲を飛ぶ膜の翼と赤い目を持つサルのような生物が目撃されている。

1994年4月19日午後9時半頃、ワシントン州で18歳のブライアン・キャンフィールドが自宅に向かってトラックを運転していたところ、突如として車が停止した。
そして、キャンフィールドの前にバッツカッチが姿を現した。着地した場所は9メートル先とするものと、ボンネット上とするものがある。
バッツカッチは全高2.7メートル程度で青みがかった毛皮に覆われていた。頭部はオオカミに似ており、瞳孔は半月型で、耳はふさふさとしており、口には牙ではない鋭い白い歯が並び、足は鳥に類似し、腕は屈強で、手には指が生えていた。肩には一対の巨大な翼があり、折り畳まれていた。バッツカッチとキャンフィールドは数分間見つめあった。
飛び立つ際には、トラックが揺れるほどの風が起こった。バッツカッチが去ると、トラックの状態は正常に戻った。
キャンフィールドの目撃が有名になると、他の目撃談も次々と現れた。
地元で酒屋を経営するブッチ・ウィテカーは、正午ごろ個人飛行機でキャンフィールドの目撃地点付近を飛んでいたとき、数分間そばを飛ぶバッツカッチを見たと語った。
1998年、オレゴン州北部で丸太を運搬していたトラックがバッツカッチと衝突したと報告した。この際目撃されたバッツカッチは、全高4.5メートルで翼が小さく、紫色の鼻と目をしていたとされている。ただし、この報告の信憑性に関しては議論がある。
2009年、カリフォルニア州シャスタ山でハイカーがコウモリの特徴を持つバッツカッチと思しき飛翔人型生物を目撃した。この生物は15メートルの膜状の翼を持ち、コウモリのような顔をしており、ハルク・ホーガンのようにがっしりしていたと報告されている。

### 関連するとされる他のUMAの報告
関連するとされるものに、1922年6月、ジェフリー・ホドソンがイギリスの湖水地方を訪れた際、山腹に人間に似た顔と目をした真紅のコウモリを目撃したという話がある。これは全高3メートルから3.6メートル程度であった。
また、動物学者兼未確認生物学者のカール・シューカーは、同僚のマーク・フィリップスが語った話として、海沿いを歩いていた2人の男が、幅9メートルから12メートル程度の巨大な橙色のコウモリが岩の上で日光浴していたのを見たという話を紹介した。ただ、出典や目撃の起こった場所は定かではない。

## 正体と検証
未確認生物学者のブレント・スワンサーは、バッツカッチに関する一連の話は単なるデマの可能性があることを示唆した。